# Villaggio Cardinale Dusmet
Villaggio Cardinale Dusmet, noto più semplicemente come Villaggio Dusmet (Villaggiu Dusmet in dialetto catanese) è un quartiere della città di Catania facente parte della II Circoscrizione (Ognina Picanello - Barriera Canalicchio).

## Origine del toponimo
Il toponimo del quartiere fa riferimento al cardinale Giuseppe Benedetto Dusmet, arcivescovo di Catania dal 1867 al 1886, in onore al quale fu data l'intitolazione.

## Geografia
Il Villaggio Cardinale Dusmet è situato nella parte settentrionale dell'abitato di Catania. Confina a nord con il quartiere Feudogrande, sud con Picanello, ad ovest con Canalicchio, ad est con Carruba. Confina inoltre a nordovest con la frazione Canalicchio di Tremestieri Etneo.
Attraversato dal Viale Ulisse, tratto orientale della Circonvallazione di Catania, la strada principale è la Via Bernardo Colgnago, che conduce dalla circonvallazione a Piazza Santi Apostoli. Altra arteria importante è rappresentata dalla Via Vescovo Maurizio, nella parte settentrionale dell'abitato.

## Storia
I lavori per la realizzazione del Villaggio Cardinale Dusmet furono avviati nel 1952, e finanziati dall'Ente Siciliano per le Case ai Lavoratori.  Completato verso l'inizio degli anni Sessanta, fu destinato alla costruzione di alloggi popolari.
Dapprima facente parte della II Municipalità "Ognina-Picanello", dal 2013 fa parte della II Circoscrizione, di cui fanno parte anche Barriera del Bosco e Canalicchio.

## Monumenti e luoghi d'interesse
Quartiere caratterizzato dalla presenza di edifici per l'edilizia residenziale pubblica, vi sorge un luogo di culto cattolico, la Chiesa di San Giovanni Apostolo ed Evangelista, eretta nel 1970.

## Istruzione
Nel quartiere sono presenti una scuola di istruzione primaria, un istituto tecnico ed un liceo scientifico e linguistico.

## Trasporti
La zona è regolarmente servita dai mezzi pubblici dell'AMT, e vi transitano gli autobus delle linee 237, 722, S2.